# Sången till henne
Sången till henne är en svensk dramafilm från 1934 i regi av Ivar Johansson. I huvudrollerna ses Martin Öhman, Sickan Carlsson och Ernst Eklund.

## Handling
Operasångaren Carlo Martin ska gästspela på Operan. Balettdansöserna blir genast förtjusta i honom, men det är bara en av dem som Martin uppvaktar, Märta Holm. Märta slits sedan mellan honom och sin fästmön Arne.

## Om filmen
Inspelningen skedde i Filmstaden, Råsunda med exteriörer från Kungliga Teatern, Djurgården och Gamla Stan i Stockholm av Martin Bodin.
Filmen premiärvisades 8 oktober 1934 på biograf Röda Kvarn i Stockholm och visades även samma dag i Uppsala, Malmö, Örebro och Sundsvall.

## Rollista i urval
- Martin Öhman  – Carlo Martin, hovsångare
- Sickan Carlsson – Märta Holm, dansös på Operan
- Åke Jensen – Arne Wingård, skådespelare, Märtas fästman
- Greta Woxholt – Kaj Klint, dansös på Operan
- Ernst Eklund – Harry Händel, Carlos vän och rådgivare, författare
- Eric Abrahamsson – Manne, perukmakare
- Nils Wahlbom – pianostämmaren
- Nini Theilade – dansösen på Rondo
- Lizzy Stein – Liva Landberg, skådespelerska
- Allan Bohlin – Arnes vän, skådespelare
- Hugo Björne – operachefen
- Ragnar Falck – balettmästaren
- Bullan Weijden – hotellstäderskan som välter en blomvas
- Sonja Claesson – Märtas mamma
- Gunnar Ek – Ek, pianisten

## Musik i filmen
- "Hjärtats melodi (Sången till henne/Längtan, jag vet ditt namn är kärlek)", kompositör Jules Sylvain, text Gösta Stevens, sång Martin Öhman
- "Kristallen den fina", sång Martin Öhman
- "Jeg elsker Dig!", kompositör Edvard Grieg, text H.C. Andersen, sång Martin Öhman
- "La fleur que tu m'avais jetée (Blomsterarian ur Carmen)", kompositör Georges Bizet, fransk text Henri Meilhac och Ludovic Halévy, svensk text Palle Block, sång Martin Öhman
- "Pizzicato Arabesque", kompositör G. Fanchetti, instrumental, dans Nini Theilade
- "Nuages", kompositör Claude Debussy, instrumental, dans Nini Theilade
- "Rosen som du mig till avsked bjöd (Min röda ros)", kompositör Jules Sylvain text Gösta Stevens, sång Martin Öhman